# Metriogryllacris
Metriogryllacris är ett släkte av insekter. Metriogryllacris ingår i familjen Gryllacrididae.
Kladogram enligt Catalogue of Life:
| Metriogryllacris | \| \| Metriogryllacris amitarum \| \| \| \| \| \| Metriogryllacris chirurga \| \| \| \| \| \| Metriogryllacris comes \| \| \| \| \| \| Metriogryllacris dicrana \| \| \| \| \| \| Metriogryllacris eugenii \| \| \| \| \| \| Metriogryllacris fida \| \| \| \| \| \| Metriogryllacris forceps \| \| \| \| \| \| Metriogryllacris libera \| \| \| \| \| \| Metriogryllacris permodesta \| \| \| \| \| \| Metriogryllacris pulex \| \| \| \| \| \| Metriogryllacris xiphiura \| \| \| \| |
|                  | \| \| Metriogryllacris amitarum \| \| \| \| \| \| Metriogryllacris chirurga \| \| \| \| \| \| Metriogryllacris comes \| \| \| \| \| \| Metriogryllacris dicrana \| \| \| \| \| \| Metriogryllacris eugenii \| \| \| \| \| \| Metriogryllacris fida \| \| \| \| \| \| Metriogryllacris forceps \| \| \| \| \| \| Metriogryllacris libera \| \| \| \| \| \| Metriogryllacris permodesta \| \| \| \| \| \| Metriogryllacris pulex \| \| \| \| \| \| Metriogryllacris xiphiura \| \| \| \| |
|                  | Metriogryllacris amitarum |
|                  | |
|                  | Metriogryllacris chirurga |
|                  | |
|                  | Metriogryllacris comes |
|                  | |
|                  | Metriogryllacris dicrana |
|                  | |
|                  | Metriogryllacris eugenii |
|                  | |
|                  | Metriogryllacris fida |
|                  | |
|                  | Metriogryllacris forceps |
|                  | |
|                  | Metriogryllacris libera |
|                  | |
|                  | Metriogryllacris permodesta |
|                  | |
|                  | Metriogryllacris pulex |
|                  | |
|                  | Metriogryllacris xiphiura |
|                  | |